# 打詐企業國家隊
打詐企業國家隊是臺灣由民間企業與政府部門共同推動的反詐騙合作行動計畫，啟動於2024年。該計畫結合企業資源與政府機構協作，推動防詐教育、舉報機制及相關宣導活動。

## 計畫背景
在新冠疫情後的2020年代，台灣詐騙案件持續發生，在詐騙案件每年增長幅度高達兩成的狀況下，2022年7月，行政院統合諸多行政單位成立「打詐國家隊」，成立「打詐中心」，以阻止詐騙簡訊等方式試圖打詐，但遭抨擊耗費大量公帑成效卻不明顯。在此脈絡下，公部門提出「識詐、賭詐、防詐、阻詐、懲詐」五大推動重點，並邀請民間組織共同參與打詐行動。部分企業代表指出，透過民間支援與跨機關合作，有助於彌補警政資源限制，提升整體打詐效能。

## 組織與參與機構
據警政署發布資料，參與此計畫的民間單位包括：
- 愛爾麗國際醫療集團[9]
- 上曜建設開發股份有限公司
- 吉田開發建設有限公司
- 巨鎧精密工業股份有限公司
- 百辰創新股份有限公司
- 朝和生醫[9]
- 北港武德宮[9]
- 凱基金控[10]

## 行動措施
宣導活動
2024年底起，計畫團隊推出系列反詐影片。其中首支影片由棒球運動員陳傑憲與相關機關代表共同參與，並在機場、大型戶外螢幕及多家媒體平台播放。
百斬計畫
2025年起，刑事警察局實施「百斬計畫」，鼓勵檢舉涉嫌詐騙車手。若線索協助逮捕成功，通報人可獲新臺幣5萬元獎金，總名額100人。通報可透過165專線與網站進行。此專案獎金共計500萬元，其中100萬元為自刑事局常態性檢舉獎金內撥用，另外400萬元為愛爾麗集團贊助出資。

同年四月，嘉義一名計程車司機因為乘客的行為不尋常，懷疑可能載到是外國籍車手的乘客，向水上分局太保分駐所報案後，成為嘉義縣第一名拿到百斬計畫五萬元獎金的民眾。至2025年5月23日，百斬計劃的第一百位檢舉得獎金者確定，也是一名計程車司機

## 外部參考
- 黃若綾. . 壹蘋新聞網. 2025-04-01  [2025-04-23]. （原始内容存档于2025-04-04）.